# Forêts, corniches calcaires, ruisseaux et marais de Vulvoz à Viry
Forêts, corniches calcaires, ruisseaux et marais de Vulvoz à Viry este o arie protejată (sit de importanță comunitară — SCI) din Franța întinsă pe o suprafață de 2.400 ha, integral pe uscat.

## Localizare
Centrul sitului Forêts, corniches calcaires, ruisseaux et marais de Vulvoz à Viry este situat la coordonatele 46°18′28″N 5°45′39″E / 46.30778°N 5.76083°E.

## Înființare
Situl Forêts, corniches calcaires, ruisseaux et marais de Vulvoz à Viry a fost declarat arie specială de conservare în baza directivei 92/43 din 1992 referitoare la conservarea habitatelor naturale și a faunei și florei sălbatice pentru a proteja 6 specii de animale.

## Biodiversitate
Situată în ecoregiunea continentală, aria protejată conține 16 habitate naturale: Lacuri și iazuri distrofice naturale, Cursuri de apă de la nivel de câmpie la nivel montan, cu vegetație Ranunculion fluitantis și Callitricho-Batrachion, Formațiuni de Juniperus communis pe lande sau pajiști calcaroase, Pajiști carstice calcaroase sau bazofile, de Alysso-Sedion albi, Pajiști cu Molinia pe soluri calcaroase, turboase sau argilos-nămoloase (Molinion caeruleae), Grohotișuri medio-europene calcaroase, de la nivel colinar și montan, Păduri pe pante, grohotișuri și ravene de Tilio-Acerion, Păduri aluvionare cu Alnus glutinosa și Fraxinus excelsior (Alno-Padion, Alnion incanae, Salicion albae), Fânețe montane, Liziere de ierburi înalte hidrofile de câmpie și de nivel montan până la alpin, Mlaștini turboase de tranziție și turbării mișcătoare, Grohotișuri termofile și vest-mediteraneene, Pajiști uscate seminaturale și facies de acoperire cu tufișuri pe substraturi calcaroase (Festuco-Brometalia) (* situri importante pentru orhidee), Păduri de fag Asperulo-Fagetum, Mlaștini alcaline, Păduri de fag din Europa Centrală dezvoltate pe sol calcaros cu Cephalanthero-Fagion.
La baza desemnării sitului se află mai multe specii protejate:
- mamifere (1): râs eurasiatic (Lynx lynx)
- nevertebrate (4): Austropotamobius pallipes, Coenagrion mercuriale, fluturele de noapte (Eriogaster catax), fluturele auriu (Euphydryas aurinia)
- pești (1): zglăvoacă (Cottus gobio)

Pe lângă speciile protejate, pe teritoriul sitului au mai fost identificate 8 specii de plante, 2 specii de amfibieni, 3 specii de mamifere, 10 specii de nevertebrate, 3 specii de reptile.